# Сатхинь

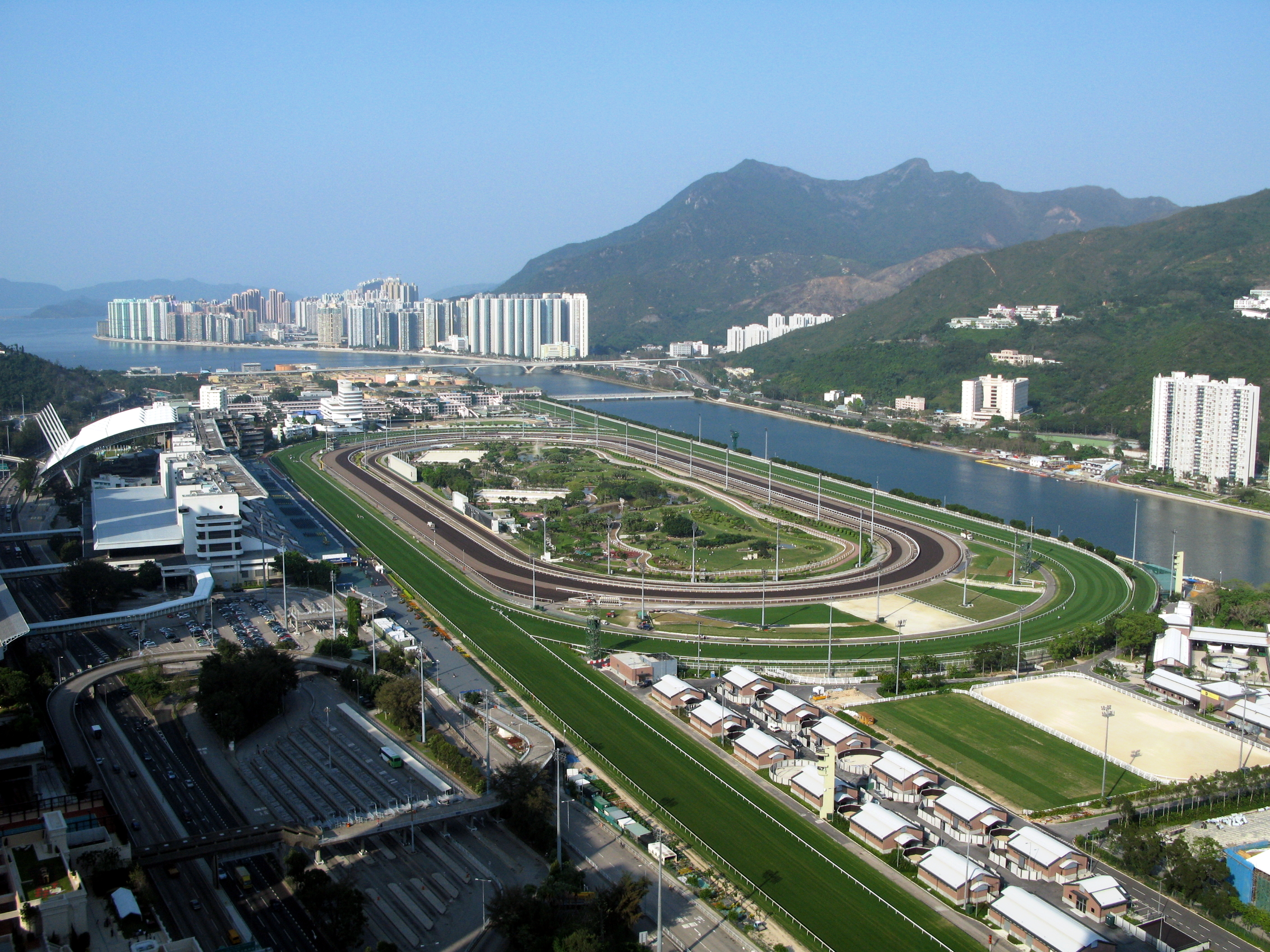
Ша-Тин

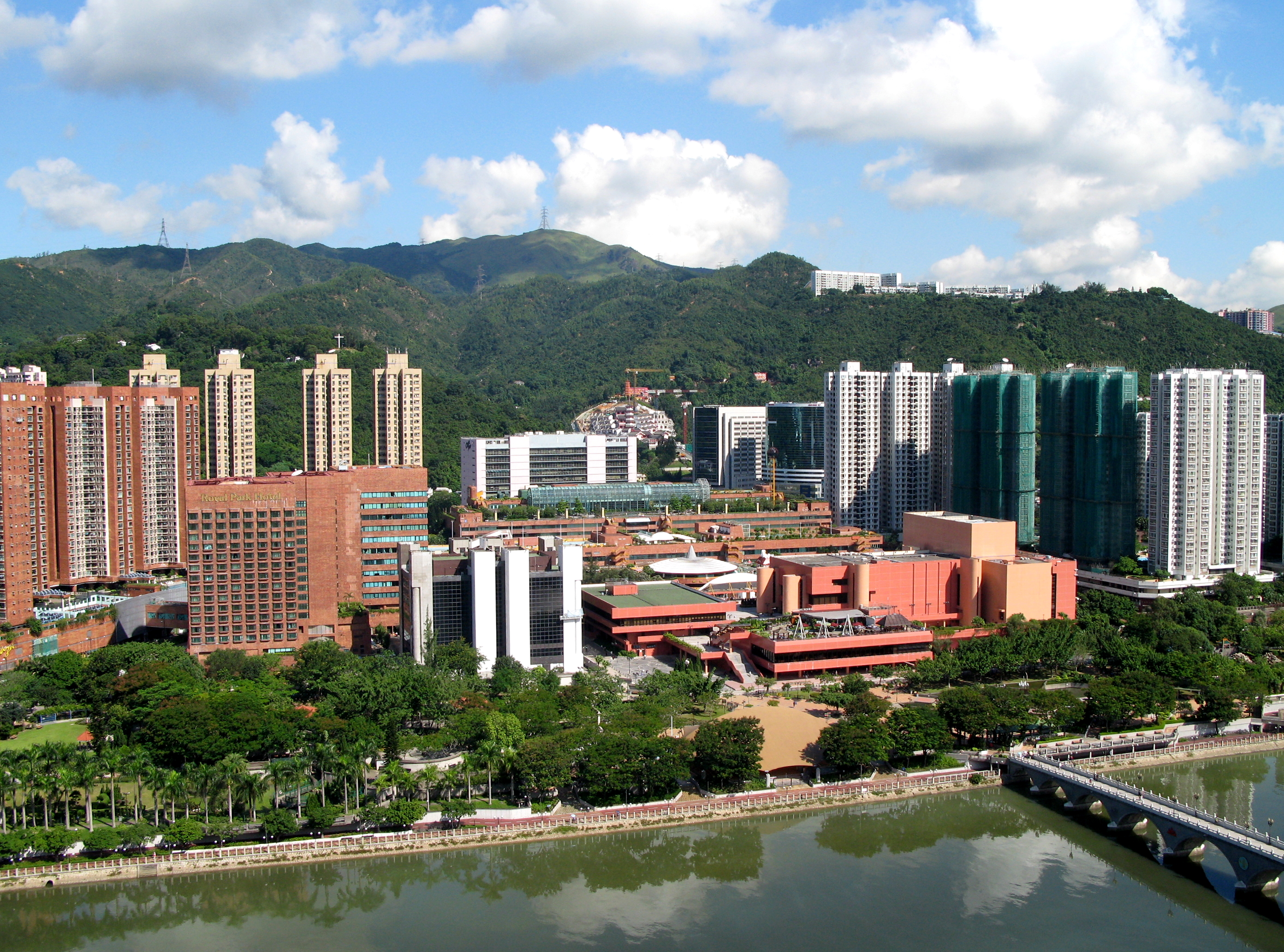
Ша-Тин

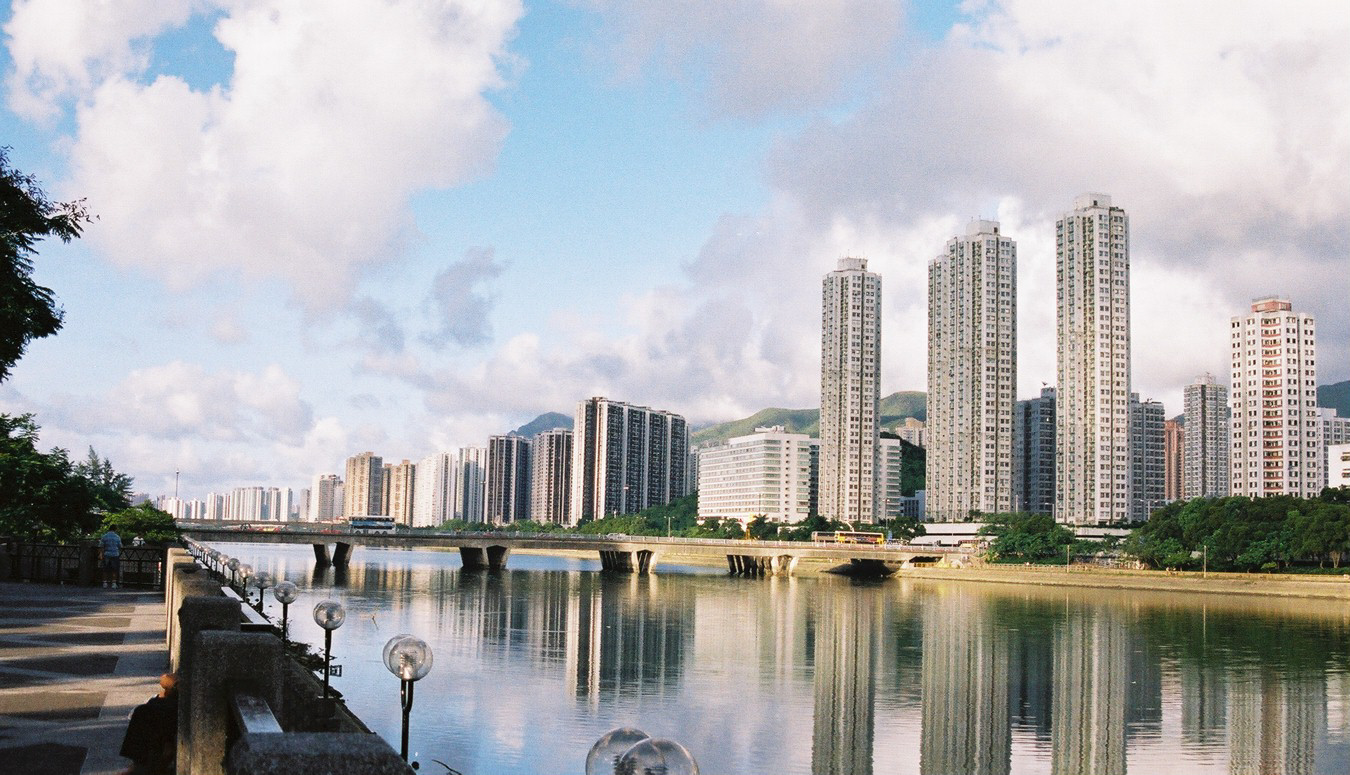
Ша-Тин

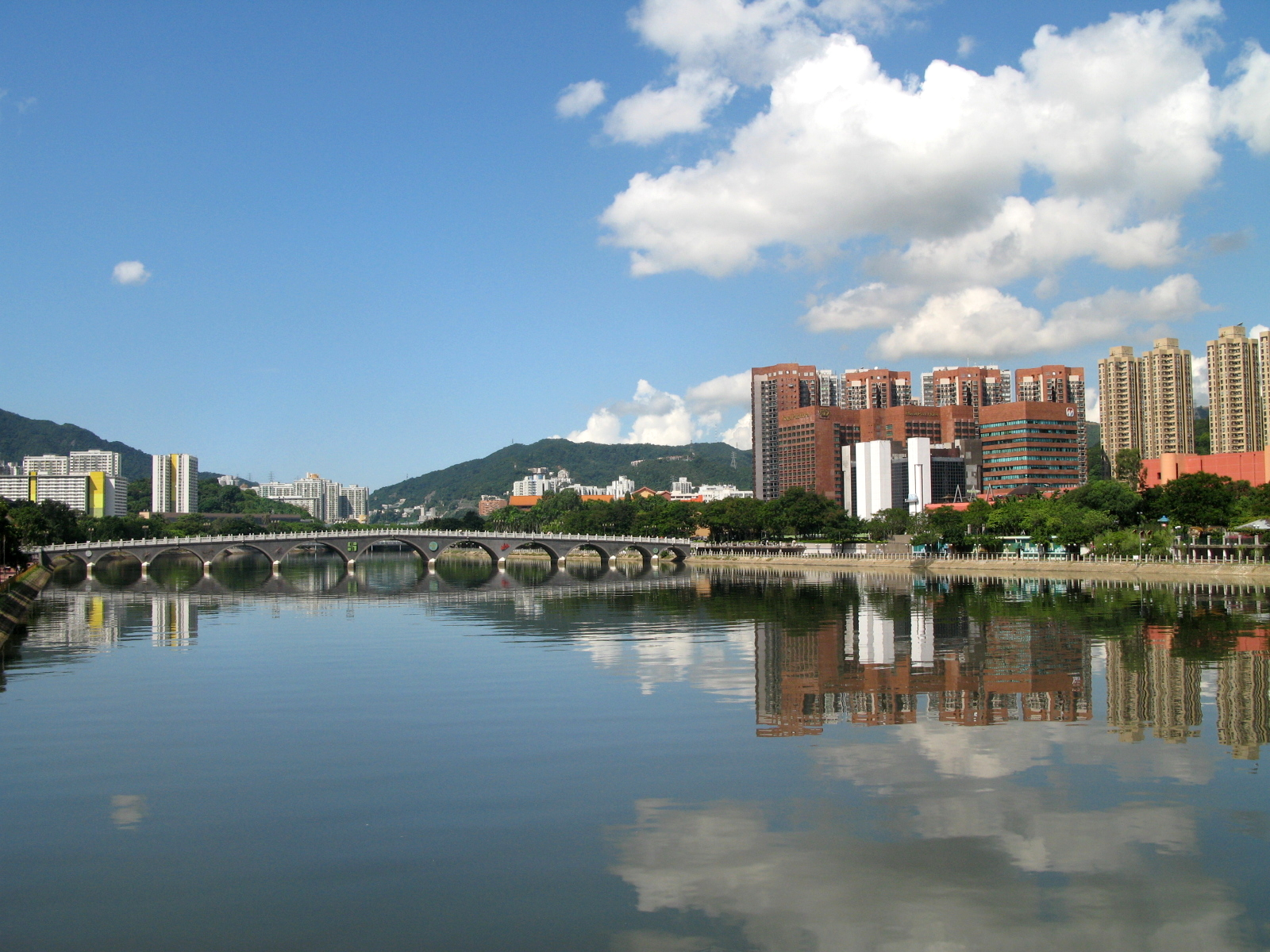
Ша-Тин

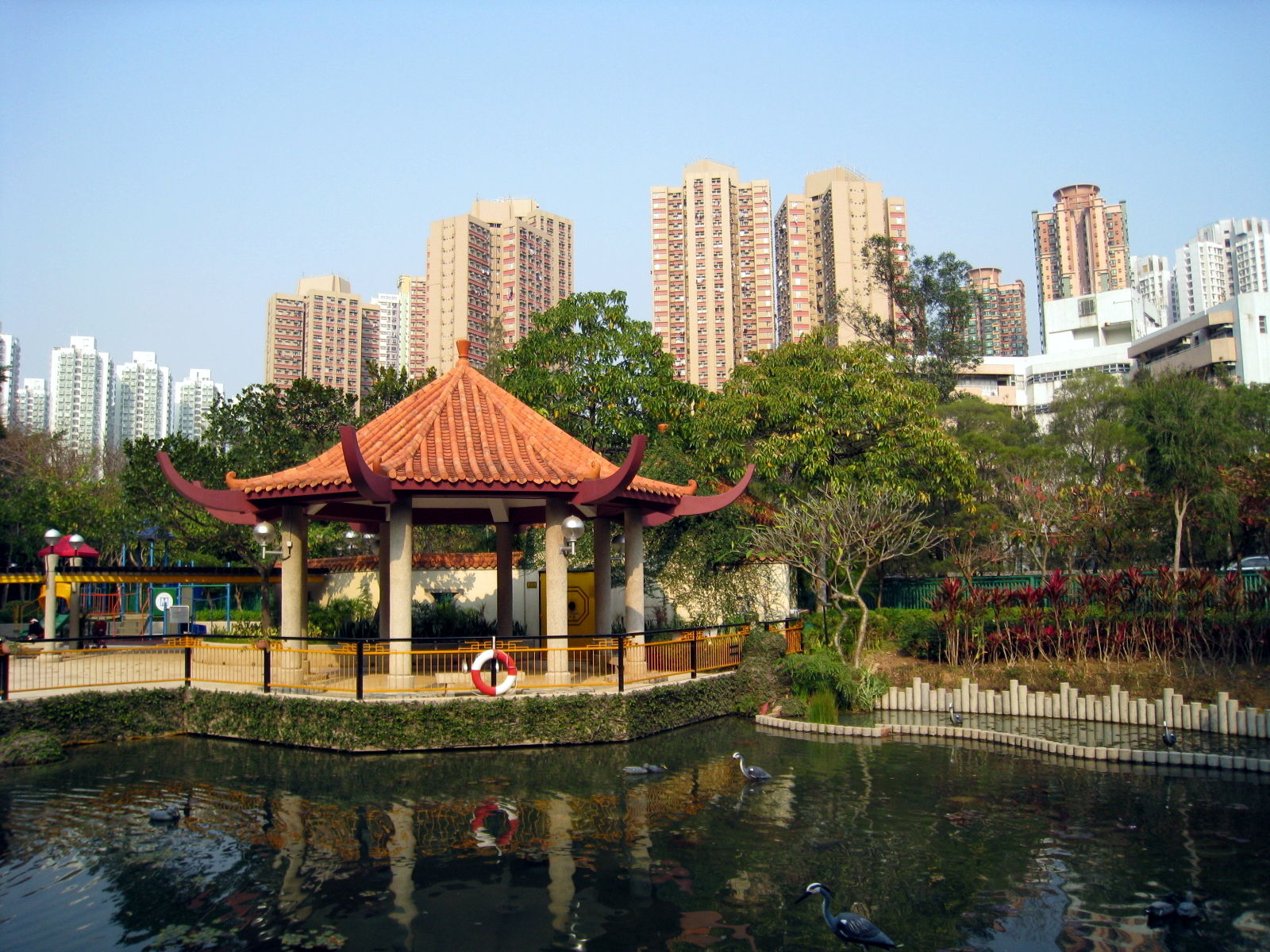
Ша-Тин

Сатхинь? (иер. 沙田, ютпх. Saa1tin4, кит.-рус. Шатянь), также Ша-Тин (англ. Sha Tin) — один из 18 округов Гонконга. Расположен в центре южной части Новых Территорий.

## Население
В 2006 году в округе проживало 608 тыс. человек (Ша-Тин является самым населенным округом Гонконга).

### Религия
В округе расположены монастырь Десяти тысяч Будд, храмы Чэ Кунг Миу и Хоу Вонг, христианский центр Тао Фонг Шан, баптистские церкви Сити Ван и Ша Тин, англиканская церковь Ша Тин.

## Экономика
В округе расположены штаб-квартиры компаний Kingboard Chemical, Johnson Electric, Swire Coca-Cola Hong Kong, PC Partner, Zotac, Sapphire Technology и Kowloon-Canton Railwai Corporation, отели «Хаятт Ридженси», «Ригал Риверсайт», «Хоризон Сюит» и «Ройал Парк», а также крупный комплекс очистки сточных вод Ша-Тин.

### Торговля
Крупнейшие торговые центры округа — «Нью Таун Плаза», «Ситилинк Плаза», «Ша Тин Сентр», «Ша Тин Плаза», «Лаки Плаза», «Вай Ва Сентр», «Саншайн Сити Плаза», «Саншайн Базар», «Ма Он Шан Плаза», «Лейк Силвер», «Квонг Юэн», «Сити Ван Плаза», «Мэй Лам», «Бельэйр Гарденс». Также популярен у жителей рынок Ша-Тин.

## Транспорт
- Линия MTR «Ист Рейл» связывает округ с Коулуном и Тайпоу
- Линия MTR «Ма Он Шан» проходит по территории округа и является ответвлением линии «Ист Рейл»
- Шоссе «Толо» соединяет округ с Тайпоу
- Автомобильные тоннели Лайон Рок и Тейтс Кэйрн соединяют округ с Коулуном, тоннель Шинг Мун — с Чхюньванем

## Достопримечательности
- Плавучий ресторан «Стар Сифуд»
- Деревня хакка Цанг-Тай-Ук
- Водохранилище Шэк-Лей-Пуй

### Крупнейшие здания
- Жилой комплекс Фестивал-Сити

### Музеи и галереи
- Гонконгский музей культурного наследия

### Парки
- Ма-Он-Шан Каунтри Парк
- Парк Пенфолд
- Парк Ша-Тин
- Парк Ма-Он-Шан
- Парк Юэн-Чау-Кок

## Образование и наука
- Китайский университет Гонконга
- Гонконгский институт спорта
- Кампус Гонконгского института профессионально-технического образования
- Колледж менеджмента Ханг-Сенг
- Колледж Ша Тин
- Колледж Ренессанс
- Ли По Чун Юнайтед Уорлд Колледж
- Методистский колледж Ша Тин
- Лютеранская теологическая семинария
- Международная христианская школа
- Гонконгский научный парк

## Здравоохранение
- Госпиталь Принца Уэльского
- Госпиталь Юнион
- Госпиталь Ша Тин
- Клиника Юэн Чау Кок

## Культура
- Публичная библиотека Ша-Тин
- Публичная библиотека Ма-Он-Шан

## Спорт
- Ипподром Сатхинь
- Спорткомплекс Ма-Он-Шан
- Спорткомплекс Сатхинь